# Alberto Monteiro
Alberto de Moura Monteiro, ou Alberto Monteiro, (Picos, 15 de novembro de 1913 – Teresina, 18 de janeiro de 1987) foi um promotor de justiça, agropecuarista e político brasileiro, outrora deputado estadual pelo Piauí.

## Dados biográficos
Filho de Joaquim Monteiro de Carvalho e Joaquina de Moura Monteiro. Mediante concurso público prestado junto ao Tribunal de Justiça do Piauí, assumiu em 1939 o cargo de promotor de justiça em Picos, onde serviu por quinze anos até ser transferido para Teresina onde chegou a trabalhar na procuradoria-geral de Justiça, órgão que comandou interinamente.
Filiado ao PSD no final do Estado Novo, foi eleito deputado estadual em 1947 e assinou a constituição estadual promulgada em 22 de agosto daquele ano. Primeiro suplente em 1950, foi efetivado dois anos depois em razão da morte de Augusto Rocha Neto. Reeleito pelo PSP em 1958 e pela ARENA em 1966, foi suplente de deputado estadual outras vezes, sendo ocasionalmente convocado para o exercício do mandato.
Após o fim de seu mandato parlamentar requereu aposentadoria do serviço público e dedicou-se à agropecuária embora tenha sido nomeado assessor da extinta Secretaria do Trabalho e Ação Social. Uma escola no bairro Mocambinho em Teresina e outra em Santo Antônio dos Milagres foram batizadas em sua homenagem. É pai do político Fernando Monteiro.